# Vicente Monje
Vicente Alfredo Monje (Yuto, 22 giugno 1981) è un ex calciatore argentino, di ruolo centrocampista.

## Carriera
Ha giocato nella massima serie dei campionati belga, greco, turco e cipriota, e nella seconda divisione argentina.